# Kisvirágú füzike
A kisvirágú füzike (Epilobium parviflorum) a ligetszépefélék (Onagraceae) családjába tartozó növényfaj.

## Előfordulás, élőhely
Európában, Észak-Afrikában és Délnyugat-Ázsiában elterjedt.
Vizek mentén, ligeterdőkben, nedves helyeken fordul elő, néhol nagy tömegben.

## Jellemzése
30-80 cm magasra növő, felálló szárú, a száron sűrűn szőrös lágy szárú évelő, tarackoló növény. Levelei keresztben átellenes állásúak, felül váltakozók, lándzsásak, szélük fogazott, levélnyelük nincs, a száron ülők. Virága 6–7 mm átmérőjű, négy rózsaszínes lepellel és 8 porzóval (kétivarú). Nyáron virágzik, egyaránt ön- és szélbeporzású. Termése 3–7 cm hosszú tok, mely sok apró fekete szőrüstököt viselő magot tartalmaz, melyek szél által terjednek.

### Hasonló fajok
A borzas füzike (Epilobium hirsutum) robusztusabb alkatú. A rózsás füzike (Epilobium roseum) levelei hosszú nyelűek.
Az erdei derécétől (Chamaenerion angustifolium) csak mikroszkóppal lehet biztonsággal megkülönböztetni a lomblevélen lévő fedőszőrök minősége alapján (a kisvirágú füzikénél kihegyezettek), valamint a maghéj a kisvirágú füzikénél papillás, az erdei derécénél sima.

## Gyógyhatása
A füzikét javalló orvos feladata nem egyszerű: választania kell az igen aktív cseranyagokat tartalmazó Epilobium angustifolium – amelynek hatása azonban nem igazolt – és a kisvirágú Epilobium parviflorum között, amely viszont, az önoteineknek köszönhetően a jóindulatú prosztata-megnagyobbodás tüneteinek javulását eredményezi.

## Felhasználása
A füzike a prosztata jóindulatú megnagyobbodása esetén javasolt. Csökkenti az éjszakai vizelések számát, lehetővé téve ezzel a beteg pihenését. A vizeletürítés mennyiségét is növeli. Emellett azonban mindenképpen szükséges az orvosi vizsgálat annak megerősítésére, hogy jóindulatú betegségről van szó.
A növénynek mindeddig semmilyen káros mellékhatását nem jelezték. Orvosi javallat nélkül azonban nem alkalmazható.
|  |